# روتسوایلر ان در لاوتر
روتسوایلر ان در لاوتر (به آلمانی: Rutsweiler an der Lauter) یک شهر در آلمان است که در Lauterecken-Wolfstein واقع شده‌است. روتسوایلر ان در لاوتر ۳۹۰ نفر جمعیت دارد.